# Воронов, Владимир Викторович
Владимир Викторович Воронов (род. 3 мая 1975) — белорусский футболист, защитник.

## Биография
Начал взрослую карьеру в сезоне 1992/93 в брестском «Динамо» и за следующие шесть сезонов достиг отметки в 100 матчей в чемпионате Беларуси, однако его команда не добивалась весомых результатов. В 1998 году перешёл в «Шахтёр» (Солигорск), с которым дважды занимал пятое место в высшей лиге (1999, 2000). В 2001 году вернулся в Брест, где провёл ещё два сезона. В 2003 году перешёл в бобруйскую «Белшину», по итогам следующего сезона со своим клубом вылетел из высшей лиги, а в 2005 году стал победителем первой лиги.
В конце карьеры играл в первой лиге за «Барановичи» и во второй лиге за «Молодечно» и «Городею».
Всего в Высшей лиге Беларуси сыграл 258 матчей и забил 3 гола.
По состоянию на 2012 год работал тренером брестского «Динамо», в дальнейшем — администратором и начальником команды.

## Достижения
- Победитель первой лиги Беларуси: 2005